# Зелёный Бор (Ярославская область)
Зелёный Бор — деревня в Борисоглебского района Ярославской области. Входит в состав Высоковского сельского поселения.

## История
В 1965 году указом Президиума Верховного Совета РСФСР деревня Душилово переименована в Зеленый Бор.

## Население
| 2007 | 2010 |
| ---- | ---- |
| 1    | →1   |